# Alternaria bataticola
Alternaria bataticola är en svampart som beskrevs av Ikata ex W. Yamam. 1960. Alternaria bataticola ingår i släktet Alternaria och familjen Pleosporaceae.   Inga underarter finns listade i Catalogue of Life.